# Kitej
Kitej ou Quiteje (do russo Китеж) é uma cidade lendária que estaria situada na província de Nijni Novgorod na Rússia. Segundo a lenda, Yuri II (ou Jorge II), Grão-Príncipe de Vladimir (em 1212–1216 e 1218–1238), construiu primeiro a cidade de Maly Kitej (Pequena Quiteje) no rio Volga. 

## Na cultura popular
No jogo de 2015, Rise of the Tomb Raider, Lara Croft tenta descobrir a cidade de Kitej, que segundo as lendas, contém os segredos para a imortalidade.